# Ferdinando Marescalchi
Ferdinando, comte Marescalchi (26 février 1754 - Bologne † 1er octobre 1816 - Milan) est un diplomate et homme politique italien des XVIIIe et XIXe siècles.

## Biographie

### Lesrépubliques sœursitaliennes
Appartenant à une famille d'ancienne noblesse originaire de Vicence, Marescalchi naquit à Bologne en 1754. Il fit son droit à l'université de cette ville, embrassa la carrière de la magistrature et devint membre héréditaire du Sénat qui gouvernait cette ville.
Lorsque les Français entrèrent en Italie, il se mit à la tête du parti qui se déclara ouvertement en leur faveur, et fut remarqué par Bonaparte, qui lui témoigna depuis beaucoup d'estime et de confiance.
Il seconda avec ardeur la réforme politique de 1796. À la formation de la République cispadane (1796), il fit partie du Directoire exécutif.
En 1799, la République cisalpine l'envoya comme ministre plénipotentiaire à Vienne (Autriche), où il ne put obtenir une audience de l'empereur François Ier, puis plénipotentiaire au congrès de Rastadt (9 décembre 1797 - 23 avril 1799).
À son retour, il fut élu directeur-président (mars 1799) ; mais bientôt l'invasion des Austro-Russes l'obligea de se réfugier avec ses collègues en France, d'où il retourna dans sa patrie après la bataille de Marengo.

En juillet 1800, Marescalchi est nommé représentant de la Cisalpine à Paris. Il prit part à la consulte de Lyon en 1801-1802. Elle se réunit dans l'ancienne chapelle du collège jésuite de la Trinité (aujourd'hui chapelle du Lycée Ampère, rue de la Bourse à Lyon). Tout d'abord, une commission propose d'élire, comme président, Francesco Melzi d'Eril, puis Antonio Aldini, mais l'un et l'autre se récusent successivement. Talleyrand intervient alors et suggère aux Italiens d'élire le général Bonaparte, compte tenu de la présence des troupes françaises en Italie et des réticences des autres États à reconnaître la Cisalpine. C'est ainsi que Bonaparte est élu, comme président, par les Italiens. 

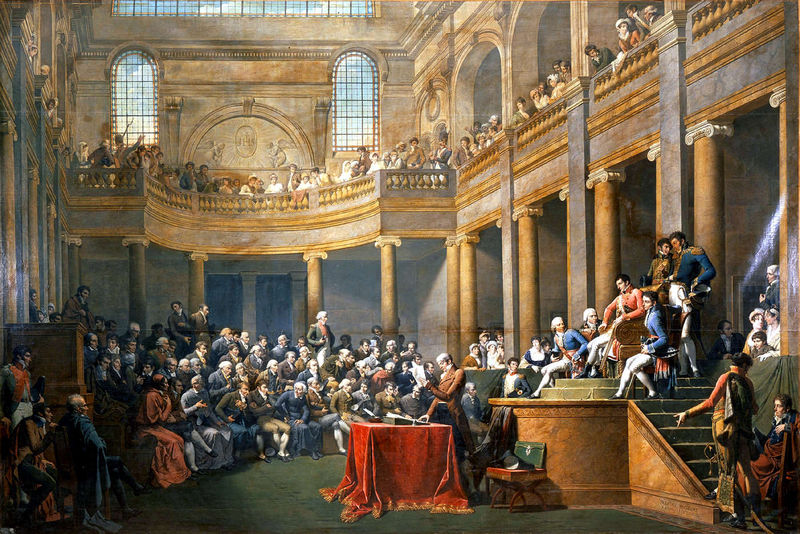
26 janvier 1802,
La Consulte de la République cisalpine réunie en comices à Lyon pour décerner la présidence au premier consul,
Nicolas-André Monsiau, 1806-08.

 Le 26 janvier 1802, dans son discours d'acceptation prononcé en italien, il change le nom de la République cisalpine en République italienne (1802-1805), ce qui déchaîne un tonnerre d'applaudissements, et choisit Melzi d'Eril pour remplir la fonction de vice-président résidant à Milan. Marescalchi avait soutenu de tout son pouvoir la nomination du Premier consul à la présidence.

### Ambassade à Paris
Marescalchi, fut nommé ministre des Relations extérieures de la République italienne, avec résidence à Paris (1802-1805). En cette qualité, ce fut Marescalchi, assisté officieusement par Bernier, évêque d'Orléans, qui régla, avec le cardinal-légat Caprara, le concordat signé à Paris, le 9 septembre 1803, entre la cour de Rome et la République italienne.
Le 2 décembre 1804, l'ambassadeur italien assista au sacre de Napoléon Ier à Notre-Dame de Paris en présence du pape Pie VII.
Après l'acte de la consulta, qui conférait à l'empereur Napoléon Ier le titre de roi d'Italie, le comte Marescalchi devint son représentant en France. Sa marge d'autonomie dans les affaires extérieures du Royaume était, pour le moins, très limitée. On peut cependant observer qu'il a signé, le 20 juin 1808, avec Emmanuel Crétet, le traité de commerce franco-italien.
À Paris, Marescalchi loue l'hôtel de Massa. Fastueux, il y multiplie les fêtes et sa maison est le rendez-vous de la noblesse d'Empire. Ses réceptions fastueuses firent date dans les chroniques parisiennes (en effet, il lance les bals masqués ou costumés). En 1809, il reçoit chez lui l'Empereur, à la veille de partir pour Wagram.
Un Grand Orient d'Italie est créé le 20 juin 1805 : le prince Eugène en est le grand maître et Marescalchi le grand conservateur.
Napoléon Ier le créa comte du Royaume (décret de décembre 1810, lettres patentes du 12 avril 1809), grand chancelier de l'ordre de la Couronne de fer, et lui conféra tous ses ordres. Marescalchi était également membre du collège électoral du Reno.
Après l'abdication de l'Empereur, il fut chargé par l'impératrice Marie-Louise de gouverner le duché de Parme et Plaisance, fut ministre plénipotentiaire de l'empereur d'Autriche à Modène, et y mourut le 22 juin 1816.

## Publications
On a de lui :
- Histoire de la Consulta de Lyon ;
- Considérations sur les rapports de la France avec les autres puissances de l'Europe ;
- Commentaires sur Plutarque ;
- Une traduction italienne de La Comédienne de François Andrieux (comédie en 3 actes, en vers), qui était destinée à être représentée sur le théâtre de la cour de Modène.

Il avait publié des sonnets et des Canzoni.

## Vie familiale
Marié 1779 avec Maria Ginevra Eleonora Pepoli, fille de Cornelio Pepoli, Comte de Castiglione et de Marina Grimani, Ferdinando Marescalchi eut trois enfants :
1. Elisabetta (1780 † 12 mars 1859 - Château de Saint-Aignan), mariée avec Alexandre François de La Fresnaye (né le 11 mai 1768), comte de Saint-Aignan, capitaine de vaisseau ;
2. Carlo Alfonso Marcello (4 septembre 1782 - Bologne † 8 décembre 1868), baron du Royaume, 2e comte Marescalchi, chambellan du vice-roi d'Italie (Eugène de Beauharnais), marié le 8 mai 1811 à Paris, avec Ange Catherine Marie Assomption, fille d'Anton Giulio III Brignole Sale (1762 † 1802), 9e marquis de Groppoli et d'Anna Pieri (1765 † 1825 - château de Schönbrunn), dame du palais de l'impératrice Joséphine (1804-1810), « dame pour accompagner » Pauline Bonaparte (1810), puis de l'impératrice Marie-Louise (1810-1814), dont :
  1. Napoleone Carlo Ferdinando (27 mai 1812 - Paris † 13 août 1865 ou 1869 - Paris), 3e comte Marescalchi, marié, le 18 juin 1835 à Paris, avec Mathilde (1815 † 13 mars 1849 - Paris), fille de Jacques Thomas, marquis de Pange (1770 † 1850), 3e marquis de Pange (1797), comte de Pange et de l'Empire (22 octobre 1810), chambellan de l'Empereur, maréchal de camp (1814), pair de France (5 mars 1819, baron héréditaire sur institution de majorat, 2 août 1822), dont :
    1. Rose « Rosa Marie » (née le 25 août 1836 - Metz), mariée, dont postérité ;
    2. Marcello (15 septembre 1837 † août 1838) ;
    3. Antoine « Antonio » Marie Charles (4 mai 1839 - Paris † 30 janvier 1920 - Florence), 4e comte Marescalchi, saint-cyrien (promotion de l'Indoustan, 1857-1859), lieutenant au 1er régiment de zouaves (1868), capitaine démissionnaire, chevalier de la Légion d'honneur, marié le 11 décembre 1880 avec Maddalena Litta Modignani (26 octobre 1859 † 29 novembre 1881 - Bologne), dont postérité ;
    4. Elisabeth (14 janvier 1841 - Paris † 17 novembre 1869 - Paris) ;
    5. Charlotte Jeanne Marie Mathilde (née le 23 février 1845 - Paris), mariée, dont postérité ;

  2. Anna Margareta Maria Juliana Pelina (28 août 1813 - Paris † 22 juillet 1885 - Tegernsee), mariée, le 11 juin 1832 à Bologne, avec Maximilian Josef Maria Philipp Clemens von Arco auf Valley (1806 † 1875), dont postérité ;
3. Marina Vittoria, mariée, le 5 février 1809, avec Jean Joseph (né le 6 juillet 1761 à Sexcles), marquis de Scorailles-Langhac, dont postérité ;

## Titres et distinctions
- Comte Marescalchi « et du Royaume » (décret de décembre 1810, lettres patentes du 12 avril 1809) ;
- Grand chancelier de l'ordre de la Couronne de fer ;
- Grand-croix de la Légion d'honneur ;
- Grand-croix de l'ordre royal des Deux-Siciles ;
- Chevalier de l'ordre de la Réunion ;

## Armoiries
| Figure | Blasonnement |
|        | Armes de famille Marescalchi, D'argent, à la fasce de gueules, chargée de cinq fleurs-de-lis d'or, accompagnée en chef d'une aigle de sable, becquée et membrée de gueules, et en pointe d'un lion d'or, tenant entre ses pattes un fer-à-cheval d'argent, les bouts en bas., |
|        | Armes de comte du Royaume, Écartelé : au 1, de sinople à la tête de lion arrachée d'or (Comte ministre) ; au 2, d'azur à un rouleau de dépêche à demi déployé d'argent ; au 3, d'azur à une base d'argent ; au 4, palé de sinople à un cachet d'argent.                       |